# Jean-Baptiste Vietty
Jean-Baptiste Vietty, né à Amplepuis le 14 décembre 1787 et mort à Tarare le 30 janvier 1842, est un sculpteur, helléniste et archéologue français.

## Biographie

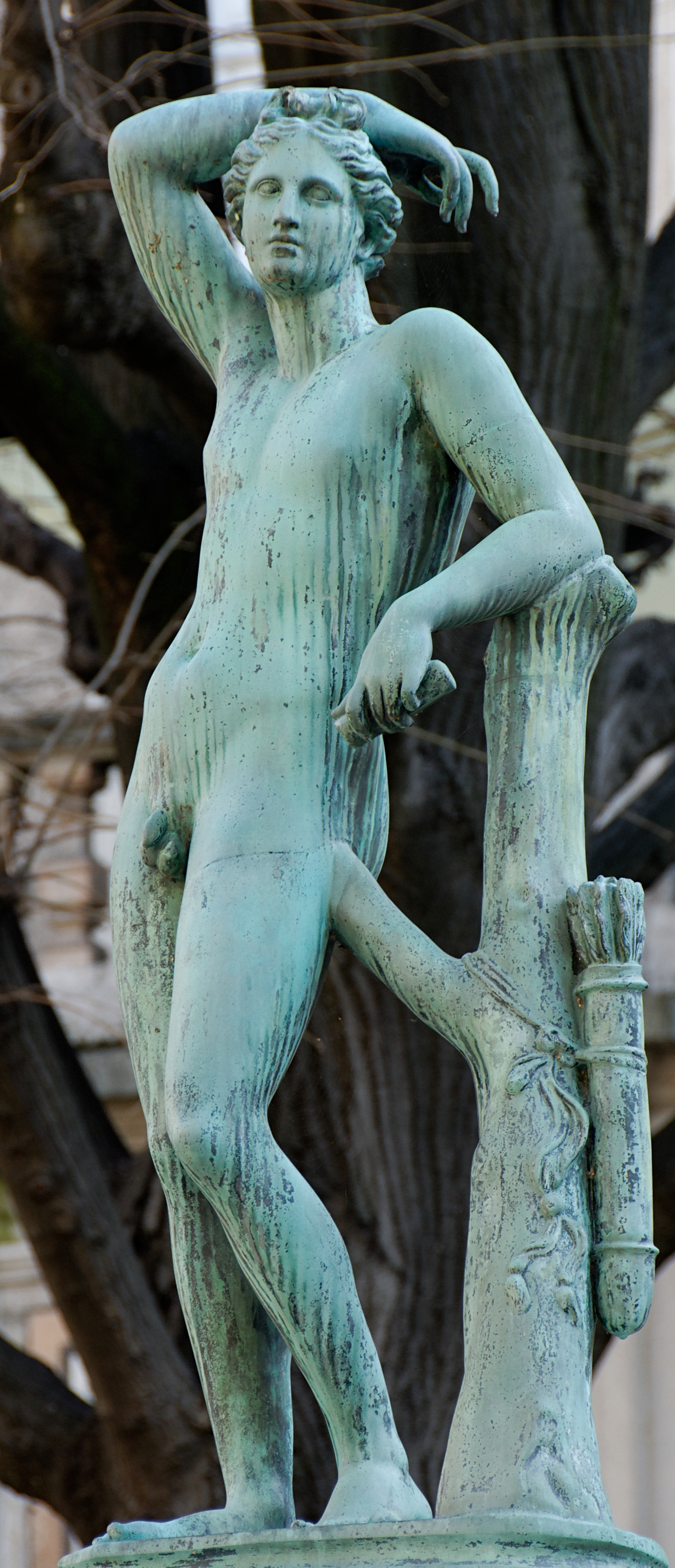
Jean-Baptiste Vietty, Apollon du type de l'Apollino, d'après l'antique, jardin du musée des beaux-arts de Lyon.

Jean-Baptiste Vietty est le fils d’un plâtrier décorateur d’origine italienne. 
Il est l'élève du peintre Pierre Cogell, du sculpteur Joseph Chinard à l'école des beaux-arts de Lyon, et du médailleur Pierre Cartellier. Au Salon de 1822, il présente  le plâtre d’une Nymphe de la Seine. Il reçoit une médaille d’or au Salon de 1824 pour une statue d’Homère méditant l’Iliade, et il réalise d'après l'antique une copie de la statue d’Apollon qui surplombe la fontaine du jardin du musée des beaux-arts de Lyon.
Enseignant les langues anciennes et les beaux-arts, il publie aussi une étude sur les monuments de Vienne en collaboration avec le dessinateur Étienne Rey.
Jean-Baptiste Vietty est retenu parmi les savants et les artistes de l’expédition de Morée (1829), placés sous l’autorité de l’Institut. D’un tempérament indépendant, il décide avec Edgar Quinet de quitter les autres membres de l’expédition peu après leur arrivée en Grèce en mars 1829. Mais les deux hommes se séparent à leur tour et Quinet, souffrant, doit rentrer rapidement en France. De son côté, Vietty ignore les ordres de rapatriement en novembre 1829 et poursuit ses recherches dans le Péloponnèse et en Attique jusqu’à l’été 1831. À son retour, ses manuscrits sont examinés par la commission de Morée qui le charge de publier ses découvertes jugées exceptionnelles. Incapable de terminer son ouvrage avant 1835, l'année d'expiration de sa bourse, Vietty accepte diverses commandes, essentiellement des sculptures. De 1835 à 1841, il est également contraint, pour survivre, de mettre en gage les manuscrits et les dessins réalisés au cours de ses explorations.
Il meurt à Tarare le 30 janvier 1842 sans avoir publié ses recherches en Morée. Dans un éloge posthume à l’Académie des inscriptions et belles-lettres, Jean-Baptiste Vietty est présenté en 1858 comme « une des plus remarquables individualités scientifiques et artistiques de notre époque. […] Grand artiste, vrai savant, il a aimé la science et l'art pour eux-mêmes, sans ambition, sans récompenses, conservant dans la misère toutes ses admirations et tout son enthousiasme. […] Beaucoup le plaindront, et cependant il fut heureux. Il est bien à désirer que l'Académie des Inscriptions et Belles Lettres confie l'examen et le classement de ses manuscrits à une commission spéciale, ou tout au moins à quelque helléniste éminent. »
Tous ses manuscrits sur la Grèce, qui avaient fait l’objet d’un inventaire précis, sont aujourd’hui perdus à l’exception de deux carnets de notes redécouverts en 2005 et en cours d'édition.

## Œuvres

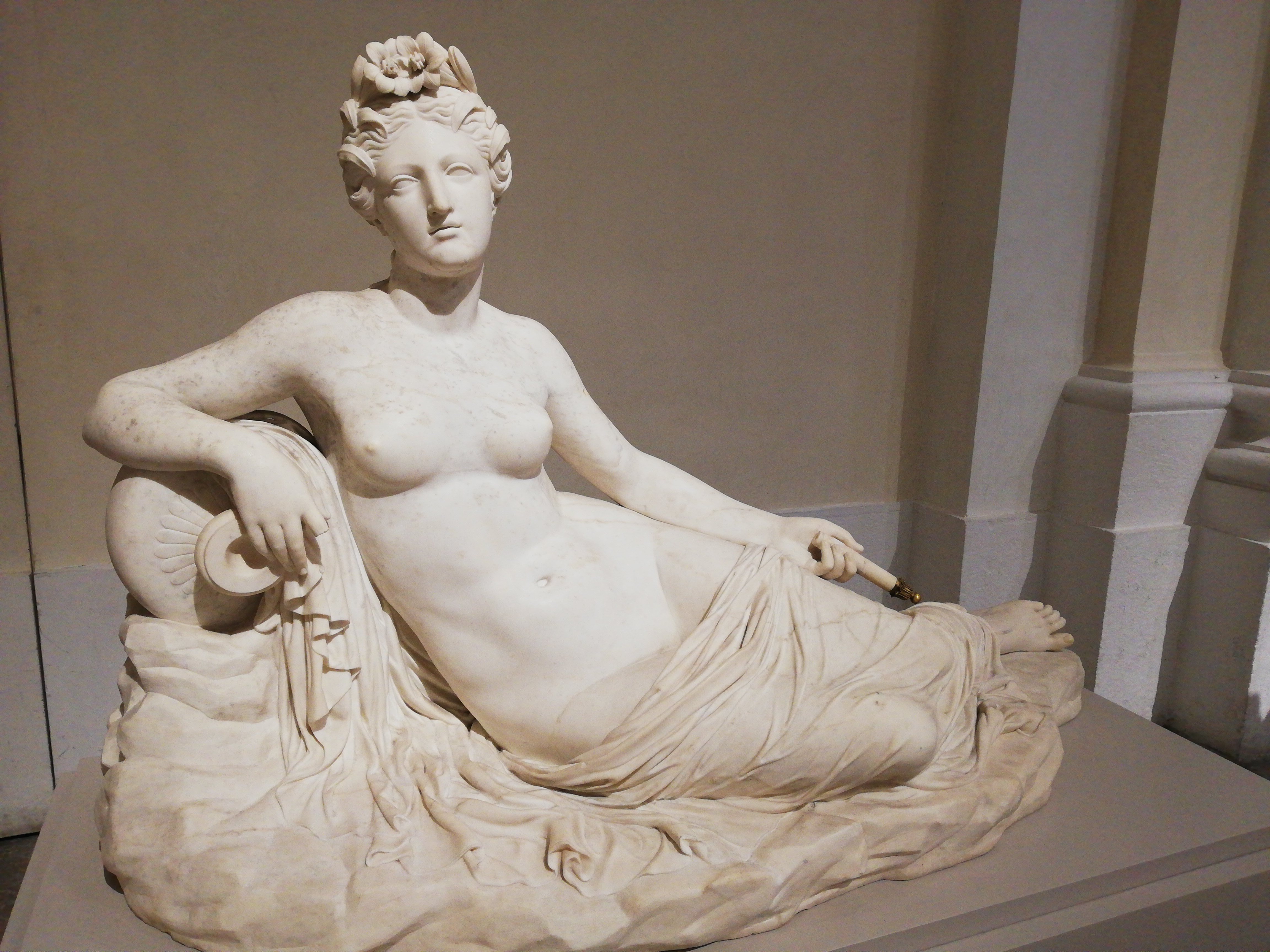
La Nymphe de la Seine, 1822-1827, marbre, Musée des Beaux-Arts de Lyon.
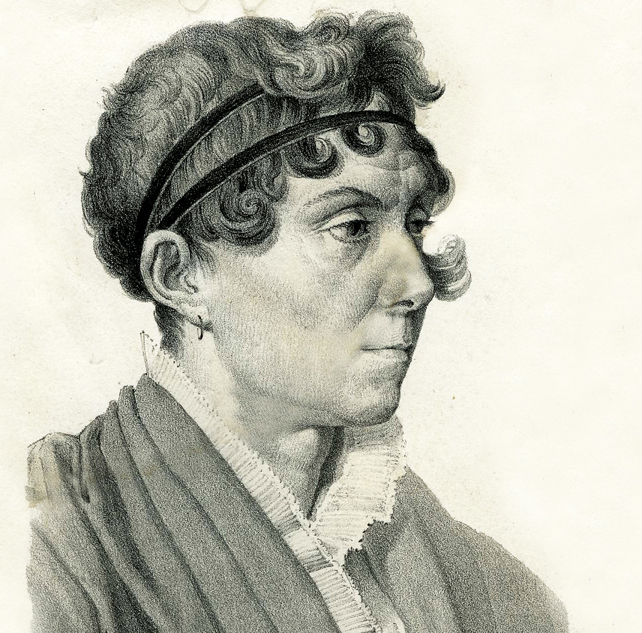
Portrait (gravure) de Clémence Lortet, pour les Annales de la Société Linnéenne de Lyon, 1836

### Publication
- Jean-Baptiste Vietty et Étienne Rey, Monuments romains et gothiques de Vienne en France, dessinés et publiés par É. Rey,… suivis d'un texte historique et analytique par E. Vietty,…, Paris, F. Didot, 1820.

### Sculpture
- Lyon, musée des beaux-arts de Lyon :
  - La Nymphe de la Seine, entre 1822 et 1833, statue en marbre[4] ;
  - Apollon du type de l'Apollino, 1824, statue en bronze sur la fontaine du jardin[5]. En 2011, à la suite d'une chute la statue a été décapitée[6].
- Roanne, musée Déchelette : Le Tintoret, 1827, buste en marbre. Commande pour la Galerie du Louvre en 1825, exposée au Salon de 1827[7]. Dépôt du musée du Louvre en 1885[8].

## Archives (sources primaires)
- Institut de France :
  - IBL [cote E 86], séances du 12/03/58 ; 31/03/58 ; 04/06/58 ;
  - [cote E 337], papiers Vietty, modalités de l’expédition et correspondance administrative ;
  - [cote K (K=commission). 25], le carnet de notes (174 pages) : 
    - p. 25 : histoire grecque, déjeuner, inscription grecques et dessins ;
    - p. 136 : notice sur le Péloponèse, état physique… ;
    - p. 54 : correspondance de 1834 à 1844, entre Vietty et Blouet, entre Vietty et l’État.
- Académie des sciences :
  - carton Commission de Morée, Chemise Vietty :
    - un mémoire daté du 13 8bre 31, de Lyon : quatorze pages et un rapport.
- Archives nationales :
  - cote F/21/545 :
    - correspondance ;
    - notes et manuscrits : Égypte, Rome, comparaison entre Strabon et Vietty. Grèce (dessins).